# Адель Голдберг (програмістка)
Адель Голдберг (англ. Adele Goldberg; нар.. 7 липня 1945 року, Клівленд, Огайо, США) — американська вчена у галузі інформатики, відома своєю роботою у галузі об'єктно-орієнтованого програмування і графічних інтерфейсів та розробкою мови програмування Smalltalk.

## Життєпис
Адель Голдберг народилася в місті Клівленд в штаті Огайо в єврейській родині; батько був інженером, мати мала математичну освіту і працювала в школі. Коли їй було 14 років сім'я оселилася в Чикаго. Отримала диплом бакалавра математики в Університеті Мічигану, диплом магістра інформаційних наук і ступінь PhD в Університеті Чикаго.
З 1973 року Голдберг працювала в Xerox PARC (Xerox Palo Alto Research Center) в Лабораторії системних концепцій (System Concept Library), керівником якої вона згодом стала. Вона була одним з ключових членів команди, яка розробила мову програмування Smalltalk — перша чисто об'єктно-орієнтована мова програмування.
Адель Голдберг зробила істотний внесок у зародження та розвиток об'єктно-орієнтованого програмування. Разом з Аланом Кеєм Голдберг працювала над шаблонами проєктування — це були попередники тих шаблонів, які в даний час широко використовуються в ООП. Голдберг та її команда в PARC створили чимало концепцій, які згодом стали основою графічних користувацьких інтерфейсів.
У 1988 році Голдберг покинула PARC, щоб заснувати компанію ParcPlace Systems, яка займалася створенням засобів для розробки додатків на Smalltalk. Адель Голдберг відігравала провідну роль у комерціалізації Smalltalk і написала ряд книг щодо програмування цією мовою.
З 1984 по 1986 роки Голдберг займала пост президента ACM. У 1987 році вона була нагороджена премією ACM Software System Award. Також вона була включена до списку Forbes Twenty Who Matter.
У 1999 році вона заснувала компанію Neometron, що займається інтернет-підтримкою, в якій вона працює по теперішній час. У той же час Голдберг продовжує освітню діяльність, складаючи курси з комп'ютерних наук. Вона також є членкинею ради Cognito Learning Media, компанії-розробника мультимедійного програмного забезпечення для наукових та освітніх цілей.

## Публікації
- Smalltalk-80: The Language and Its Implementation (with David Robson), Addison-Wesley, 1983, ISBN 0-201-11371-6 (не друкується в даний час; відома як «синя книга» людям, які працюють зі Smalltalk)
- Smalltalk-80: the Interactive Programming Environment, Addison-Wesley, 1984, ISBN 0-201-11372-4 («оранжева книга»)
- Smalltalk-80: The Language (with David Robson), Addison-Wesley, 1989, ISBN 0-201-13688-0 («жовта книга» — перероблена «блакитна книга»)